# Art generatiu

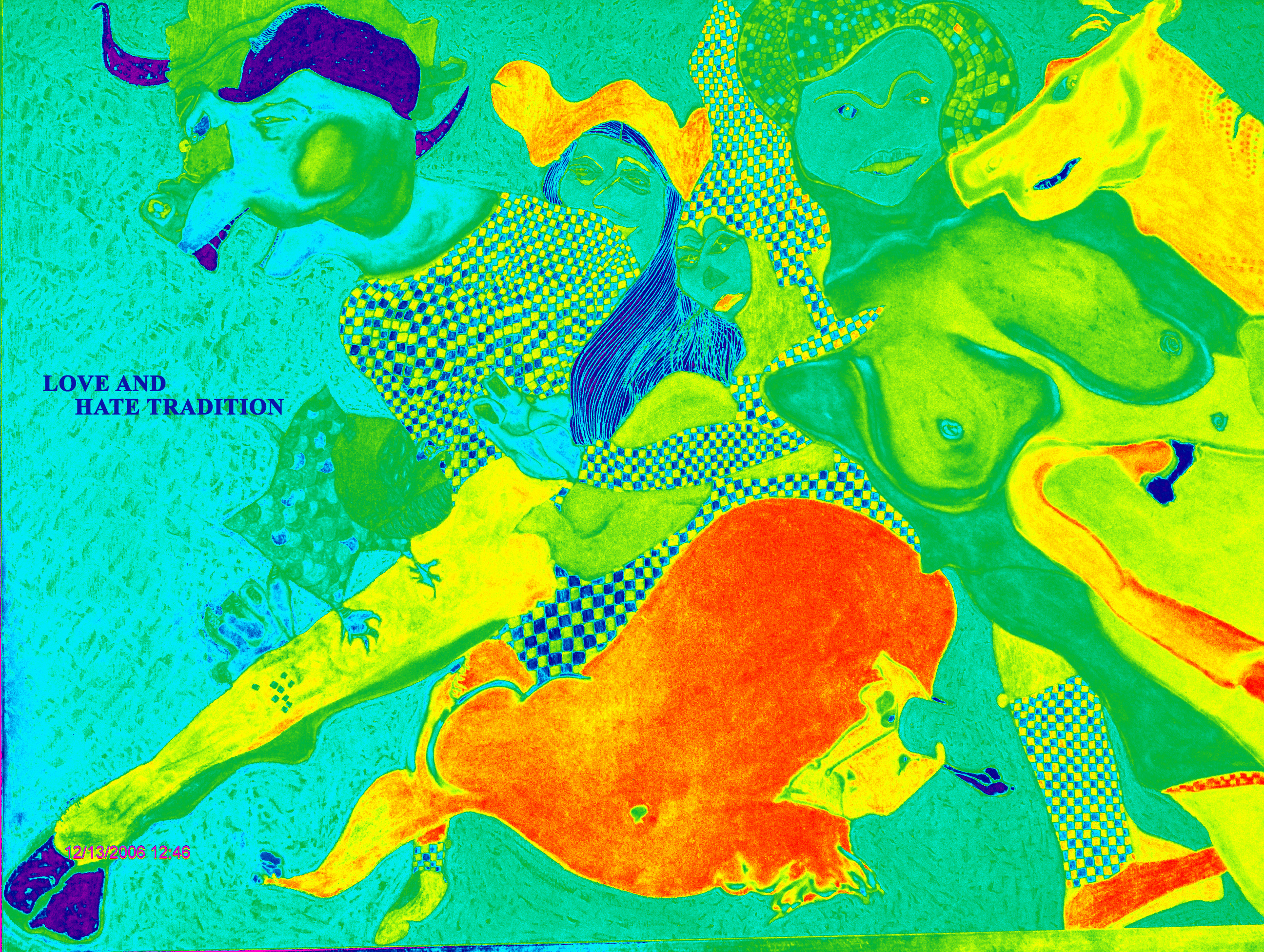
Fotografia d'art generatiu, subgènere d'art digital.

L'art generatiu és el nom d'aquelles obres d'art digital creades per mitjans informàtics a partir d'uns paràmetres variables establerts per l'artista. Es tracta d'obres creades automàticament per mitjà d'un programari particular, on l'artista és l'autor de la idea i de les regles de producció, però no de l'execució material de la tasca, perquè aquesta la duu a terme l'ordinador.
L'art generatiu és un subgènere de l'art digital que sol ser utilitzat en la música electrònica, en la literatura cut – up i en l'art fractal. L'art generatiu s'ha expressat de diferents maneres i disciplines, atès que qualsevol informació és susceptible de convertir-se en codi binari i de produir diferents resultats després d'haver estat transformades per algoritmes.
És una forma contemporània de creació artística, la qual no necessàriament l'obra d'art o el producte final està en el centre, sinó el procés de creació i les idees subjacents. Cal que el creador de l'obra tingui un alt grau de coneixement matemàtic, una capacitat d'imatge i una complexa tecnologia de disseny.
L'art generatiu s'inscriu en la tradició, en la qual el desenvolupament de tècniques i noves formes de producció és molt difícil de separar.

## Història
L'ús de la paraula "generatiu" en la discussió sobre l'art s'ha desenvolupat amb el pas del temps. L'ús d'ADN artificial defineix un enfocament generatiu de l'art centrat en la construcció d'un sistema capaç de generar esdeveniments imprevisibles, tot amb un caràcter comú reconegut. L'ús de sistemes autònoms, requerit per algunes definicions contemporànies, centra un enfocament generatiu on els controls es redueixen. Aquest enfocament també es denomina "emergent". Margaret Boden i Ernest Edmonds han assenyalat l'ús del terme "art generatiu" en el context ampli dels gràfics per ordinador automàtics dels anys seixanta, començant per les obres d'art exhibides per Georg Nees i Frieder Nake el 1965: "Els termes "art generatiu" i "art per ordinador" s'han utilitzat en tàndem, i més o menys indistintament, des dels inicis d'aquest subgènere".
La primera exposició d'aquest tipus d'art va mostrar l'obra de Nees el febrer de 1965, que alguns afirmen que es va titular "Generative Computergrafik". Tot i que Nees afirma no recordar-ho, aquest era el títol de la seva tesi doctoral publicada uns anys més tard."Art generatiu" i altres termes relacionats eren d'ús comú pels demés artistes informàtics en aquesta època. El terme "Art generatiu" amb el significat de sistemes artístics capaços de generar múltiples esdeveniments artístics va ser clarament utilitzat per primera vegada a la conferència "Art generatiu" a Milà el 1998.
El terme també s'ha utilitzat per descriure art abstracte geomètric on es repeteixen, transformen o varien elements simples per generar formes més complexes. Així definit, l'art generatiu va ser practicat pels artistes argentins Eduardo McEntyre i Miguel Ángel Vidal a finals dels anys seixanta. El 1972, Paul Neagu, d'origen romanès, va crear el Generative Art Group a Gran Bretanya. Va ser poblat exclusivament per Neagu amb àlies com "Hunsy Belmood" i "Edward Larsocchi".
El 1970 l'Escola de l'Institut d'Art de Chicago va crear un departament anomenat "Sistemes Generatius". Tal com va descriure Sonia Landy Sheridan, es va centrar en les pràctiques artístiques que utilitzaven les noves tecnologies per a la captura, la transferència entre màquines, la impressió i la transmissió d'imatges, així com l'exploració de l'aspecte del temps en la transformació de la informació de la imatge.

El 1988, Clauser va identificar l'aspecte de l'autonomia sistèmica com un element crític en l'art generatiu:
"Ha de ser evident a partir de la descripció anterior de l'evolució de l'art generatiu que el procés (o l'estructuració) i el canvi (o la transformació) es troben entre les seves característiques més definitives, i que aquestes característiques i el mateix terme “generatiu” impliquen desenvolupament i moviment dinàmics. ... (el resultat) no és una creació de l'artista, sinó més aviat el producte del procés generatiu: una estructura auto-precipitant."
Des de mitjans de la dècada de 1990, Brian Eno va popularitzar els termes música generativa i sistemes generatius, establint una connexió amb la música experimental anterior de Terry Riley, Steve Reich i Philip Glass.
Des de finals del segle xx, comunitats d'artistes, dissenyadors, músics i teòrics generatius van començar a reunir-se, formant perspectives transversals. La primera trobada sobre l'art generatiu va ser el 1998, a la conferència inaugural internacional d'Art generatiu a la Universitat Politècnica de Milà, Itàlia. A aquestes activitats més recentment se'ls ha sumat la conferència Generator.x a Berlín a partir del 2005. El 2012 es va fundar la nova revista GASATHJ, Generative Art Science and Technology Hard Journal, fundada per Celestino Soddu i Enrica Colabella, reunint diversos artistes i científics generatius al Consell Editorial.

Com a resultat d'aquest compromís a través de les fronteres disciplinàries, la comunitat ha convergit en un significat compartit del terme. Com deien Boden i Edmonds el 2011:
"Avui en dia, el terme "Art generatiu" encara és actual dins de la comunitat artística pertinent. Des de 1998 s'han celebrat a Milà una sèrie de conferències amb aquest títol, i Brian Eno ha influït en la promoció i l'ús de mètodes d'art generatius. Tant en la música com en l'art visual, l'ús del terme ara ha convergit en treballs produïts per l'activació d'un conjunt de regles i on l'artista deixa que un sistema informàtic assumeixi almenys algunes de les decisions (tot i que, per descomptat, l'artista determina les regles)."
A la convocatòria de les conferències d'Art Generatiu de Milà (anualment a partir del 1998), la definició d'Art Generatiu de Celestino Soddu fou la seguent:
"L'art generatiu és la idea realitzada com a codi genètic d'esdeveniments artificials, com a construcció de sistemes complexos dinàmics capaços de generar infinites variacions. Cada Projecte Generatiu és un concepte-programari que funciona produint esdeveniments únics i no repetibles, com la música o els objectes 3D, com a expressions possibles i múltiples de la idea generadora fortament reconeixibles com a visió d'un artista / dissenyador / músic / arquitecte / matemàtic.

## Funcionament
Aquest sistema està caracteritzat per estar definit o estructurat en base a una sèrie de normes o regles que defineixen i definiran el seu funcionament i esdevenir en forma artística. Aquest sistema funciona, al seu torn, com a generador i desenvolupador de forma a partir de la seva pròpia posada en moviment, determinat per les regles o lleis a què es fa. I és aquesta capacitat de generar forma està directament relacionada amb la composició interna de sistema la qual li dona al sistema generatiu la seva capacitat d'autonomia. L'artista creador actua en la construcció i creació del sistema i en la seva posada en moviment o funcionament. Sota aquest punt de vista, en alguns casos l'artista pot determinar si el sistema generatiu representa la seva idea artística únicament o si el sistema pren també la funció d'ent creador.
En paraules de Philip Galanter, artista teòric enfocat en aquesta disciplina, "Art generatiu es refereix a qualsevol pràctica artística en què l'artista fa servir un sistema, com un conjunt de regles de el llenguatge natural, un programa de computació, una màquina, o una altra invenció procedural, que és posada en moviment amb un cert grau d'autonomia contribuint o resultant en un treball artístic determinat. L'element clau en l'art generatiu és llavors el sistema al qual l'artista cedeix parcialment o totalment el control posterior. "

## Característiques
Certes característiques comunes a l'art generatiu són l'autonomia de sistema sobre el qual es constitueix, la impersonalitat (fragilització de la presència de l'autor-creador en l'obra) produïda en conseqüència d'aquesta autonomia, la identitat o caràcter general comú de l'obra (en conseqüència de la utilització d'un sistema predeterminat), la imprevisibilitat del resultat formal (o, més aviat, la imprevisibilitat reduïda en base a una sèrie d'elements comuns que el sistema perpetuarà o no), la dialèctica entre el control o no-control que assumeix l'artista pel que fa a la seva creació artística, i la presència d'un caràcter de simulació.

## Tipus

### Música

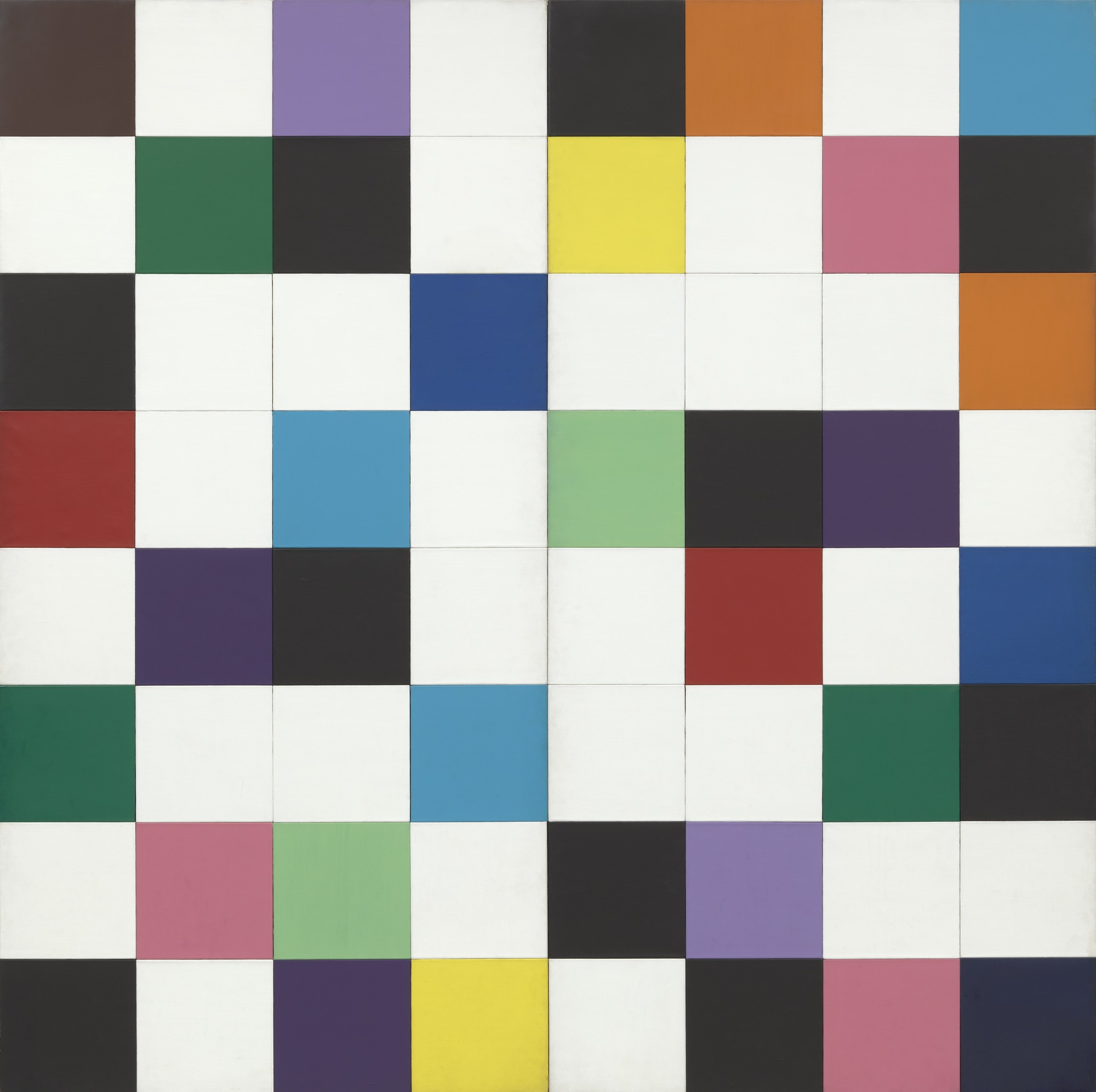
Colors for a Large Wall (Ellsworth Kelly, 1951)

El "Musikalisches Würfelspiel" (Joc de daus musicals) de Johann Philipp Kirnberger (1757) es considera un primer exemple d'un sistema generatiu basat en l'atzar. Els daus s'utilitzaven per seleccionar seqüències musicals d'un conjunt numerat de frases compostes prèviament. L'estructura es basava en un element d'ordre per una banda, i el desordre per l'altra.
Les fugues de J.S. Bach es podrien considerar generatives, ja que hi ha un estricte procés subjacent que segueix el compositor. De la mateixa manera, el serialisme segueix procediments estrictes que, en alguns casos, es poden configurar per generar composicions senceres amb una intervenció humana limitada.
Compositors com John Cage i Brian Eno han utilitzat sistemes generatius en les seves obres.

### Art visual
L'artista Ellsworth Kelly va crear quadres mitjançant operacions casuals per assignar colors a una quadrícula. També va crear obres sobre paper que després va tallar en tires o quadrats i es va tornar a muntar mitjançant operacions casuals per determinar la ubicació. Artistes com Hans Haacke han explorat processos de sistemes físics i socials en el context artístic.

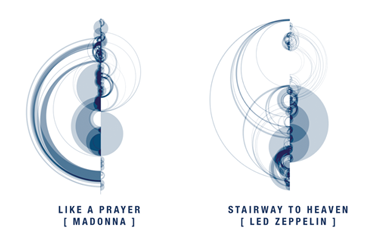
Shape of song (Like a Prayer/Stairway to heaven), de Martin Wattenberg

François Morellet ha utilitzat sistemes tant ordenats com desordenats en la seva obra artística. Alguns dels seus quadres presenten sistemes regulars de línies radials o paral·leles per crear patrons de Moiré. En altres treballs, ha utilitzat operacions casuals per determinar la coloració de les quadrícules.
Sol LeWitt va crear art generatiu en forma de sistemes expressats en llenguatge natural i sistemes de permutació geomètrica. El sistema AARON de Harold Cohen és un projecte de llarga durada que combina intel·ligència artificial de programari amb dispositius de pintura robòtica per crear artefactes físics.
Steina i Woody Vasulka són pioners del videoart que van utilitzar la retroalimentació de vídeo analògic per crear art generatiu. Ara se cita la retroalimentació de vídeo com a exemple de caos determinista i les primeres exploracions dels Vasulkas van anticipar la ciència contemporània durant molts anys.
Martin Wattenberg va impulsar aquest tema més enllà, transformant "conjunts de dades" tan diversos com les partitures musicals (a "Shape of Song", 2001) i les edicions de Wikipedia (History Flow, 2003, amb Fernanda Viegas) en composicions visuals dramàtiques. L'artista canadenc San Base va desenvolupar un algorisme de "Pintura dinàmica" el 2002. Utilitzant algorismes informàtics com a "pinzellades", Base crea imatges sofisticades que evolucionen amb el pas del temps per produir una obra d'art fluida que no es repeteix mai.

### Literatura
Escriptors com Tristan Tzara, Brion Gysin i William Burroughs van utilitzar la tècnica de tall per introduir l'atzar a la literatura com a sistema generatiu, amb l'anomenada literatura cut-up.
Altres autors com Jackson Mac Low va produir poesia assistida per ordinador i va utilitzar algoritmes per generar textos, mentre que Philip M. Parker aconseguí generar automàticament llibres sencers. Jason Nelson va utilitzar mètodes generatius amb programari de parla a text per crear una sèrie de poemes digitals a partir de pel·lícules, televisió i altres fonts d'àudio.

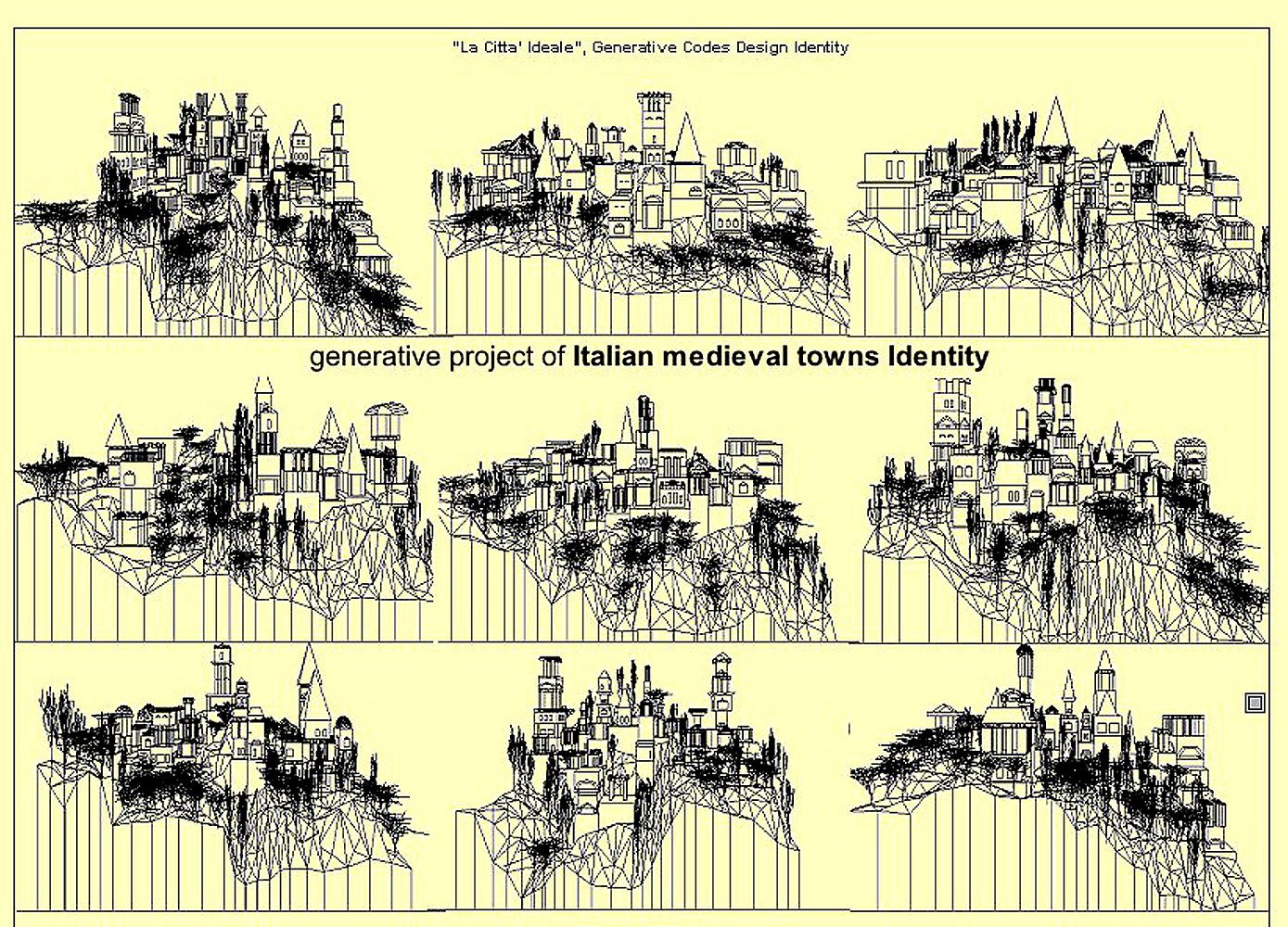
Medieval Generated Cities, per Celestino Soddu (1987)

### Arquitectura
Al 1987 Celestino Soddu va crear l'ADN artificial de les ciutats medievals italianes capaces de generar infinits models en 3D de ciutats identificables com a pertanyents a la idea.
El 2010, Michael Hansmeyer va generar columnes arquitectòniques en un projecte anomenat "Subdivided Columns - A New Order (2010)". La peça va explorar com el simple procés de subdivisió repetida pot crear patrons arquitectònics elaborats. En lloc de dissenyar cap columna directament, Hansmeyer va dissenyar un procés que produïa columnes automàticament. El procés es podria executar una vegada i una altra amb paràmetres diferents per crear interminables permutacions.

### Codificació en viu
Els sistemes generatius es poden modificar mentre funcionen, per exemple mitjançant l'ús d'entorns de programació interactius com SuperCollider, Fluxus i TidalCycles. Aquest és un enfocament estàndard de la programació per part dels artistes, però també es pot utilitzar per crear música i/o vídeo en directe mitjançant la manipulació de sistemes generatius a l'escenari, una pràctica d'interpretació que s'ha conegut com a codificació en viu. Com passa amb molts exemples d'art de programari, ja que la codificació en viu posa l'èmfasi en l'autoria humana en lloc de l'autonomia, es pot considerar en oposició a l'art generatiu.

## Art generatiu i art autònom
Generalment s'associa a l'art generatiu al costat de la tecnologia, la programació i la computació, estant principalment associat culturalment a l'art algorítmic (art generat principalment per ordinadors i mitjançant algoritmes). No obstant això, és important destacar que la creació d'un sistema autònom com a estratègia per a la realització artística no depèn exclusivament de l'ús d'un format tecnològic, sinó més aviat de l'establiment d'una sèrie de normes o regles que actuaran de manera activa sobre el resultat formal d'una obra.
D'aquesta manera, el terme "Art Generatiu" podria associar-se també no només a l'art algorítmic i a aquell art relacionat amb la generació de sistemes mitjançant la programació i l'ús de la computació, sinó a altres tipus de sistemes utilitzats per a la creació artística, deslligats d'una connotació tecnològica, que també poden respondre a una composició automatitzada mitjançant un sistema. Exemples d'això, en música, poden ser la tècnica contrapuntística i la tècnica harmònica (altament estructurades i reglades en base a la seva tradició històrica), així com la tècnica dodecafònica proposta per Arnold Schönberg i els membres de la Segona Escola de Viena, i el serialisme integral utilitzats pels compositors Pierre Boulez i Karlheinz Stockhausen.

Les tècniques esmentades anteriorment es caracteritzen per ser anàlogues a un sistema autònom (si és que no ho són realment) que, al seu torn, és determinat i estructurat en base a una sèrie de regles o normes específiques que el constitueixen. Al seu torn, aquestes regles condicionen i determinen el resultat formal i l'esdevenir sonor de la música. No obstant això, Leonardo Solaas estableix una diferència substancial entre aquests sistemes i els sistemes propis de l'art generatiu. L'art generatiu no es caracteritza únicament per la presència d'un ens autòmat creador, sinó que aquest ens a més s'ha de trobar visualitzat i explicitat en l'obra. En paraules del propi Leonardo Solaas: 
"El que està en joc en allò que anomenem 'art generatiu' no és la presència d'un autòmat creador, per oposició a un 'art en general' on estaria absent, sinó la seva posada en escena. La diferència, per tant, és que l'art generatiu mostra a sistema autònom en l'obra, el converteix en part manifesta de la seva materialitat sensible, i fins i tot en el seu tema."